# Puerto de Ventana
El puerto de Ventana es un puerto de montaña situado entre el Principado de Asturias y la provincia de León, en la cordillera Cantábrica (España), a una altitud de 1587 metros.
Comunica León con el Principado de Asturias; concretamente, el término municipal leonés de San Emiliano con el concejo asturiano de Teverga.
La carretera que lo atraviesa recibe la denominación AS-228 en la vertiente asturiana y LE-481 en la leonesa.